# Iszik Arany harcosa

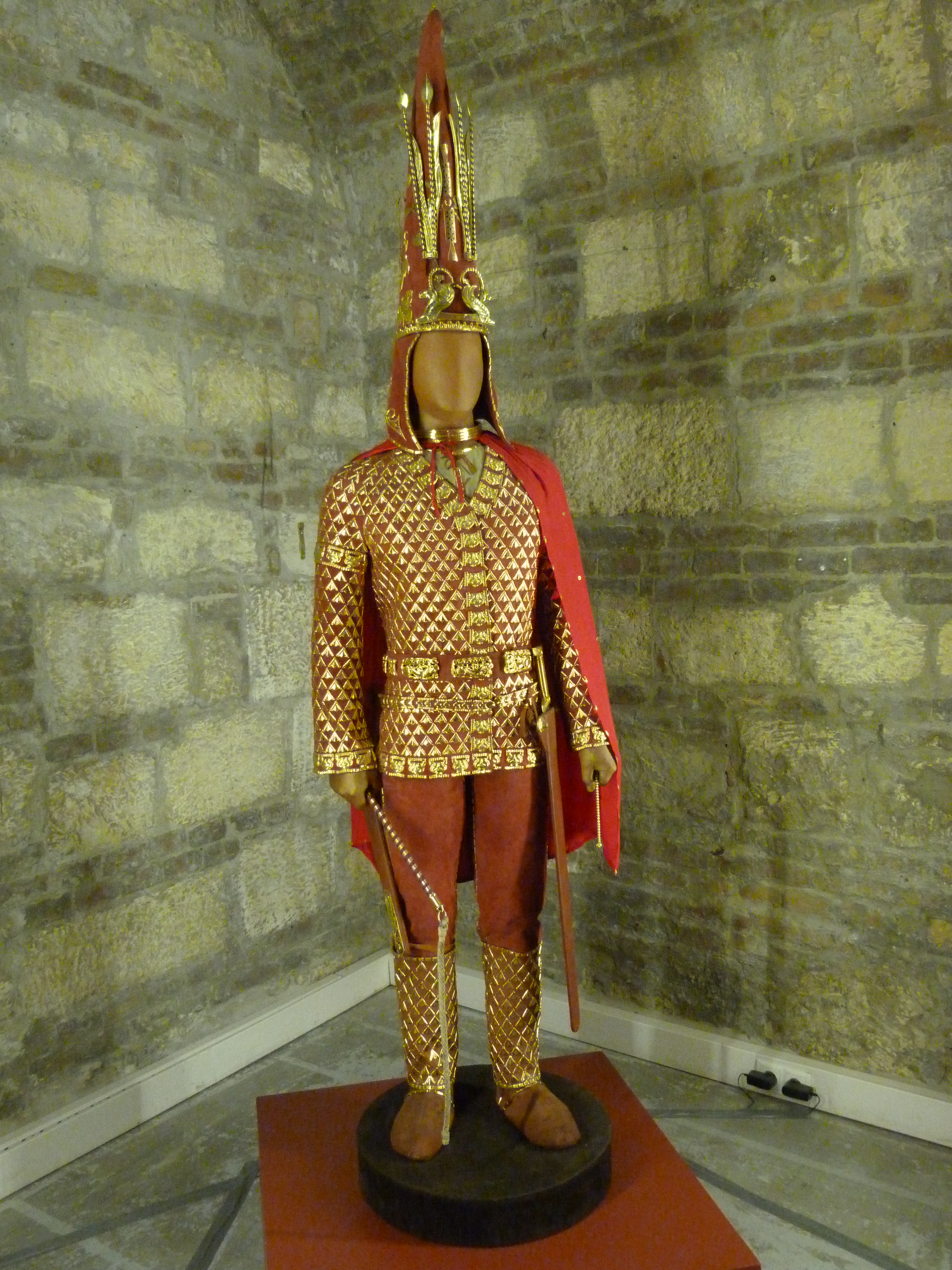
Iszik Arany harcosa

Iszik arany harcosa (kazakul: Есік Алтын адамы) vagy az isziki Aranyember egy i.e. 4–3. századi leletegyüttes, amelyet az 1970-es évek elején tártak fel az Iszik folyóvölgyben, egy vaskori kurgánban, a mai Iszik külvárosában, Almatitól körülbelül 60 kilométerre, Kazahsztánban. Fő eleme egy több ezer aranydísszel ékített öltözet és a hozzá tartozó fegyverek.
A megdöbbentő gazdagságú, több mint 4000 arany tárgyat tartalmazó, halomsír egy fiatal, igen magas rangú szaka harcos – herceg vagy hercegnő – holttestét őrizte. A ruha és a sírban talált tárgyak régészeti elemzése rendkívül értékes információkkal szolgált a Zsetiszu régióban élt szakák civilizációjáról, akikről úgy tartják, hogy a tágabb szkíta nomád konföderáció részei voltak.
A díszöltözetes harcos – az Aranyember – alakja Kazahsztán 1991-es függetlenné válása óta a kazak nemzeti kultúra szimbóluma.

## Az Iszik kurgán leletei

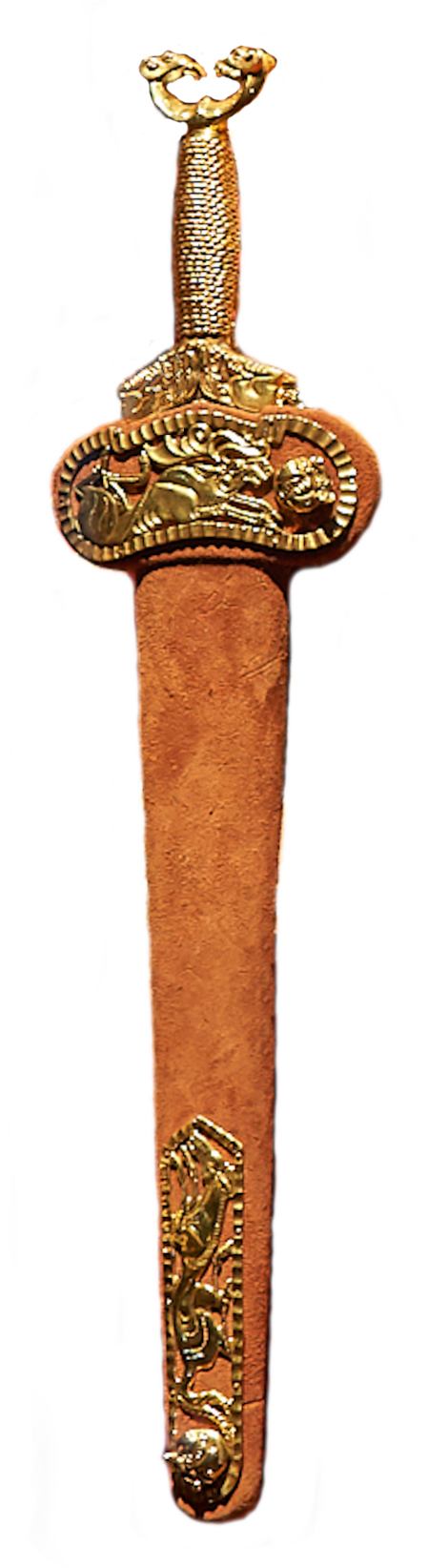
Vadásztőr, Iszik kurgán

1969-ben véletlenül – egy útépítés során – találtak rá Kazahsztán déli részén, az Almati-régióban fekvő Iszik-völgyi temetkezőhelyre. Az egyedülálló régészeti komplexumot egy szovjet tudósokból álló kis csoport tárta fel az 1970-es évek elején Kemal Akisevich Akishev kazah régész vezetésével.
A temető észak-déli irányban három négyzetkilométeren terült el és összesen 40 halomsírt tartalmazott. A terület déli részén, egy hat méter magas és mintegy 60 méter átmérőjű halom alatt két sírkamra volt. A kurgán központi sírját már az ókorban kifosztották, de a rablók figyelmét elkerülte a domb oldalába rejtett kamra, amely tien-sani fenyőrönkökből készült. Hosszúsága 3,3 méter, szélessége 1,9 méter, magassága 1,5 méter volt és vaskarikákkal rögzített famennyezet borította.
Az oldalkamrában talált tetem – a régészek korabeli leírása szerint – olyan volt, mintha aranypáncélt viselne. A talált személyt eleinte „Aranyruhás embernek” hívták, de fokozatosan elterjedt az „Aranyember” név, mivel megdöbbentő volt az aranyelemek bősége. A sírkamrában több mint négyezer aranytárgyat találtak, valamint 31 agyagból, fából és ezüstből készült edényt, ezüstkanalat, fakanalakat, továbbá 26 karneolból készült gyöngyöt. A régészek ezt megelőzően, még soha nem találtak ilyen gazdag temetkezési helyet Kazahsztán területén.
Az díszes ünnepi ruhába öltöztetett és teljesen felfegyverzett test a kamra bal oldalán, fejével nyugat felé, kinyújtott végtagokkal, háton feküdt egy aranyszegekkel borított szőnyegen. Jobb csípőjénél fa markolatú vaskard volt, ami egy aranypajzsokkal díszített övön lógott, a mellkasa és a bal karja között egy vas vadásztőr feküdt aranyrátétekkel díszített bőr tokban.
A tetem bal karjának könyökénél aranyhegyű nyíl hevert, a könyök fölött egy ostor, amelynek nyelére aranyszalagot tekertek, fölötte pedig egy selyemtáska, amiben bronz tükör és vörös festék volt.
A sír falánál élelmiszer tárolására szolgáló- és rituális edények voltak, közöttük egy feliratos ezüsttál és egy aranyozott bronztányér. Az agyag- és faedényeket külön-külön csoportokba rendezték: a kamra déli oldalára a fatálak kerültek, melléjük egy tányér és egy merőkanál; az agyagedények pedig a kamra szemközti falánál sorakoztak, kerámiatál, tányér és kanál sorrendben.
A halott felsőruházata egy rövid piros bőrkabátból és nadrágból állt. A felsőt teljes egészében aranydíszítések borítják, a mellkason, a szegélyen és a galléron pedig nagyobb, négyzetes foglalatban tigrisfejeket mintázó dekoráció van – a teljes kabátot mintegy háromezer aranyminta díszíti. A nadrág oldalára kívül-belül kis aranylemezeket varrtak. Díszes a csizmaszár, és a csizma varrásait is háromszög alakú aranyfólia borítja. 
A tetem 70 cm magas, kúp alakú fejdíszt viselt, amelyre különféle formájú és méretű aranylemezeket varrtak. A fejdísz mintegy 150 díszítőelemet tartalmaz, köztük több állatot ábrázoló motívumot – hegyi leopárdot, kecskebakot, argali juhot, lovakat és madarakat. A kalap elülső részét aranylevelekkel, nyilakkal és mitikus szárnyas lovakkal díszítették.
Az isziki harcos ékszereket is viselt; egy spirál alakú abroncs-szerű nyakláncot, mindkét végén dombornyomott tigrisfejjel; ujjain két aranygyűrűt a koponya bal oldalán pedig egy jádedarabokkal díszített arany fülbevalót találtak.

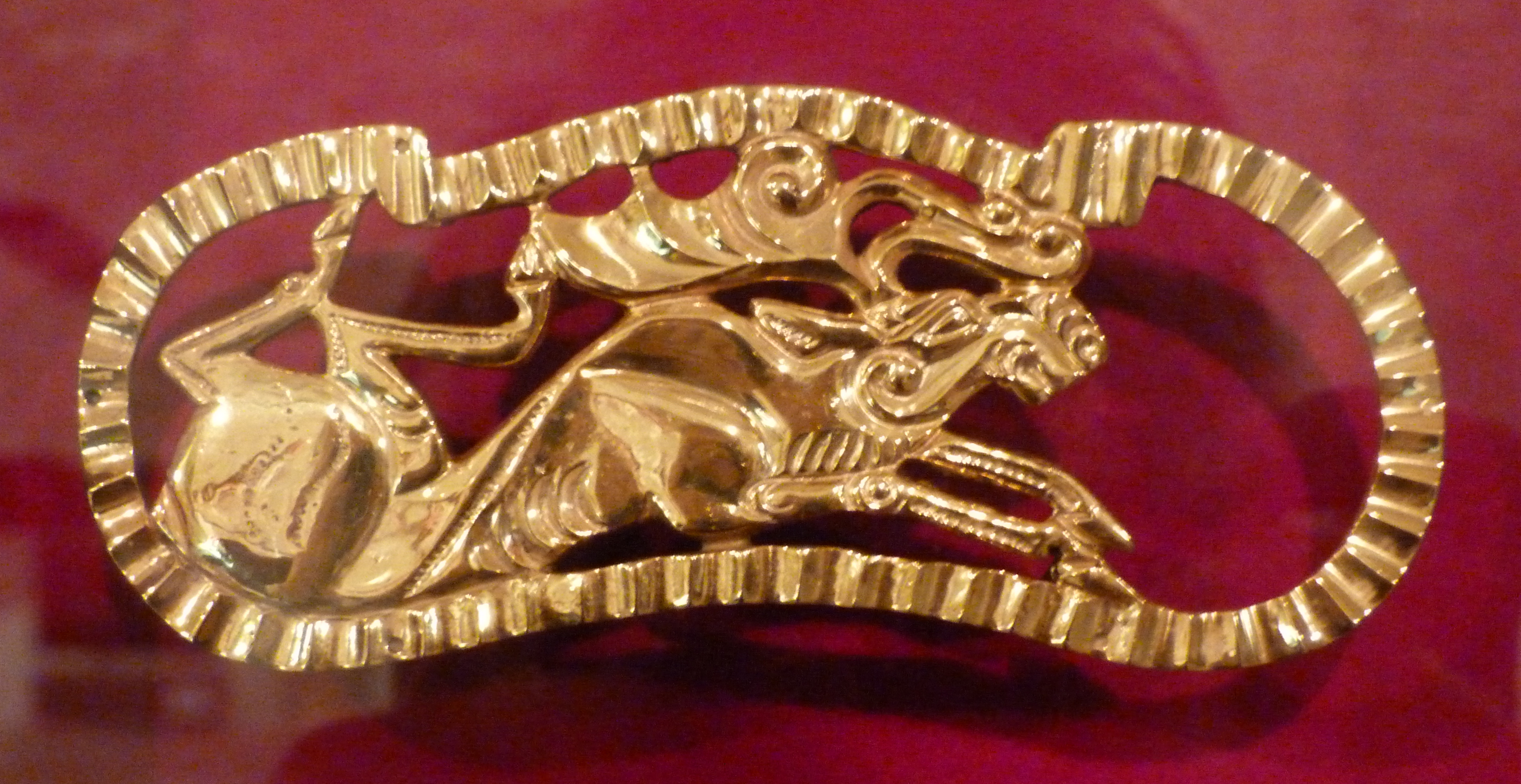
Jávorszarvas. Iszik temetkezési halom (i.e. 5–4. század)
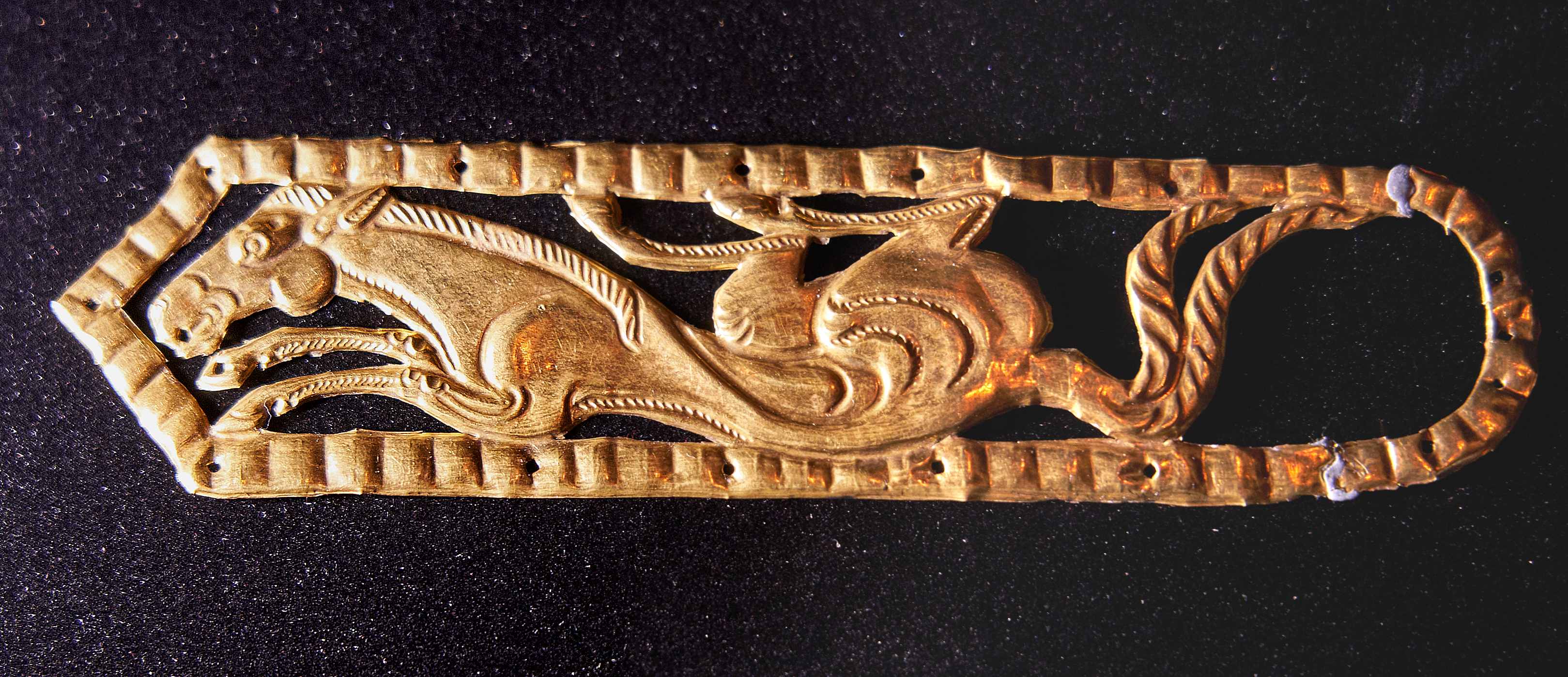
Ló. Iszik kurgan (i.e. 5–4. század)
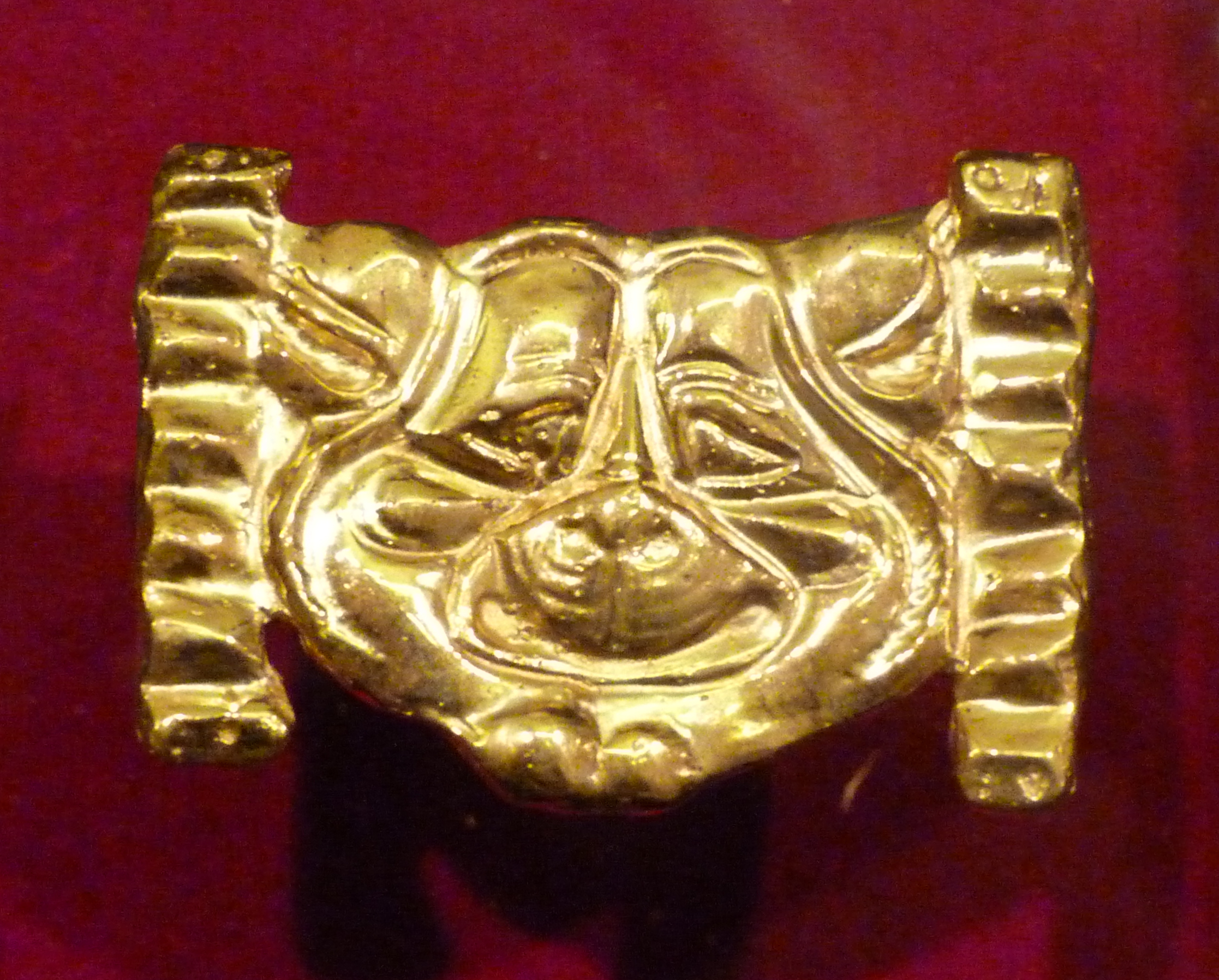
Tigrisfej, Iszik temetkezési halom (i.e. 5–4. század)
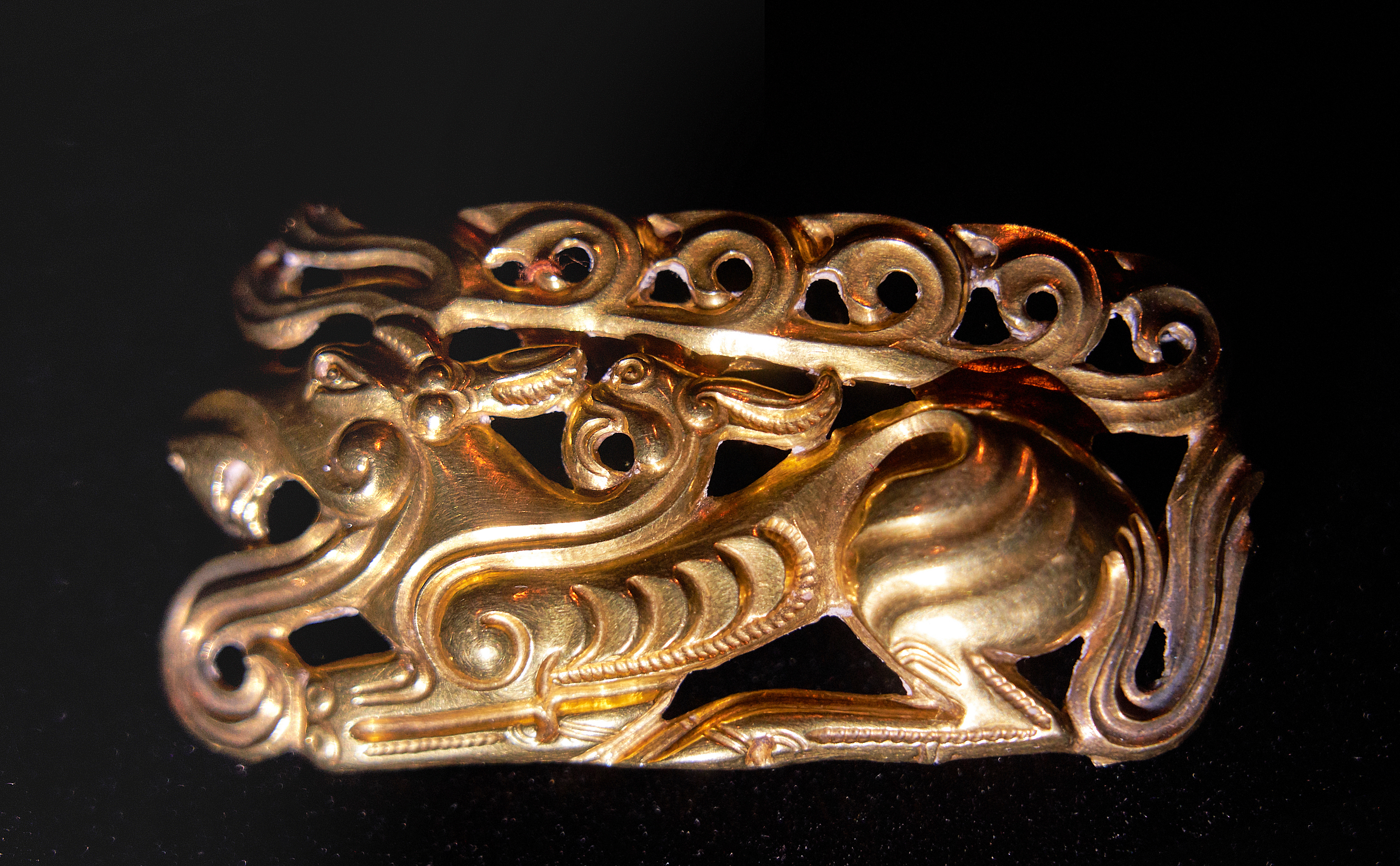
Repülő jávorszarvas Iszik temetkezési halom (i.e. 5–4. század)
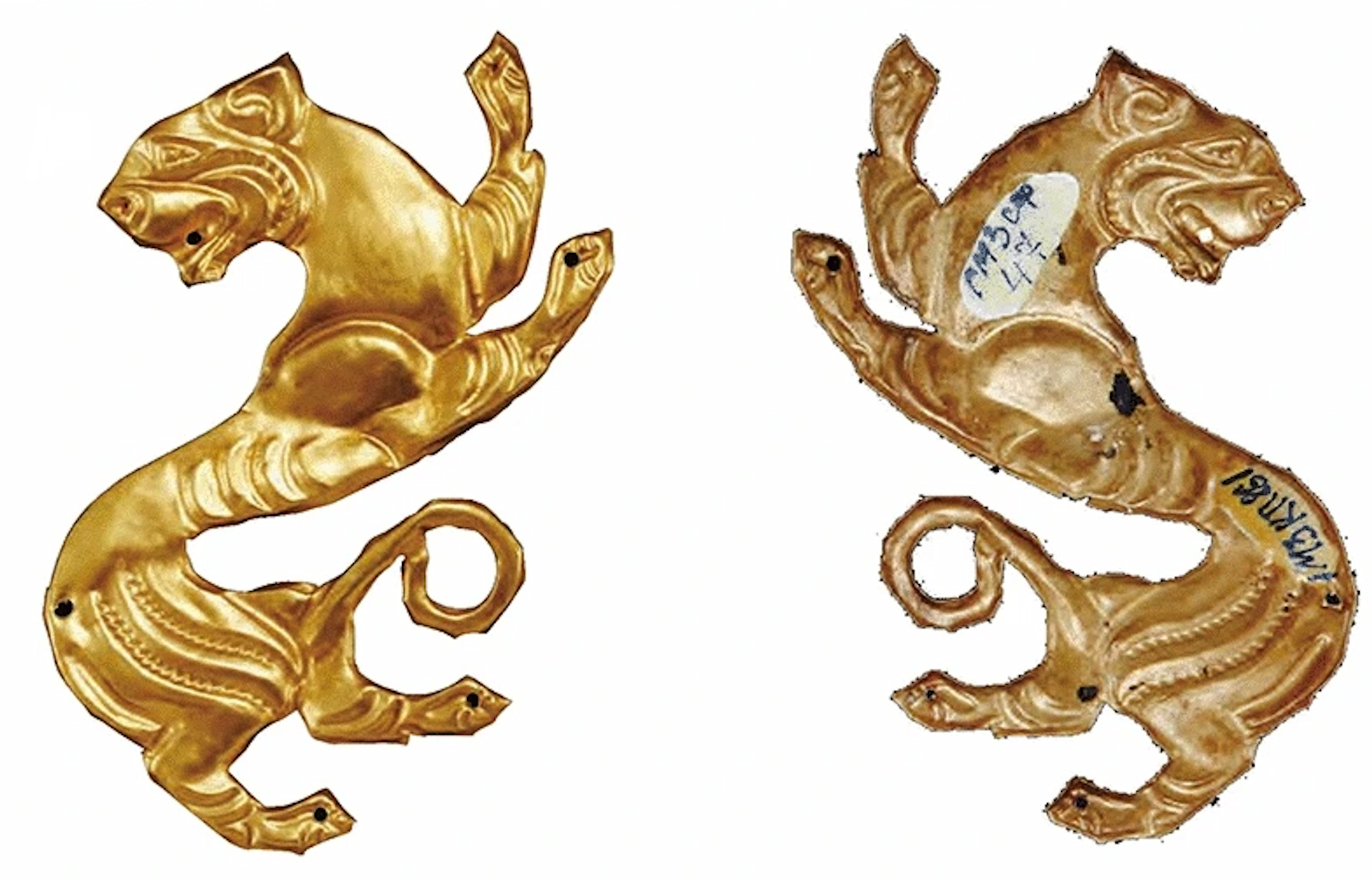
Tigrist mintázó arany plakettek, Iszik kurgán, Kazahsztán
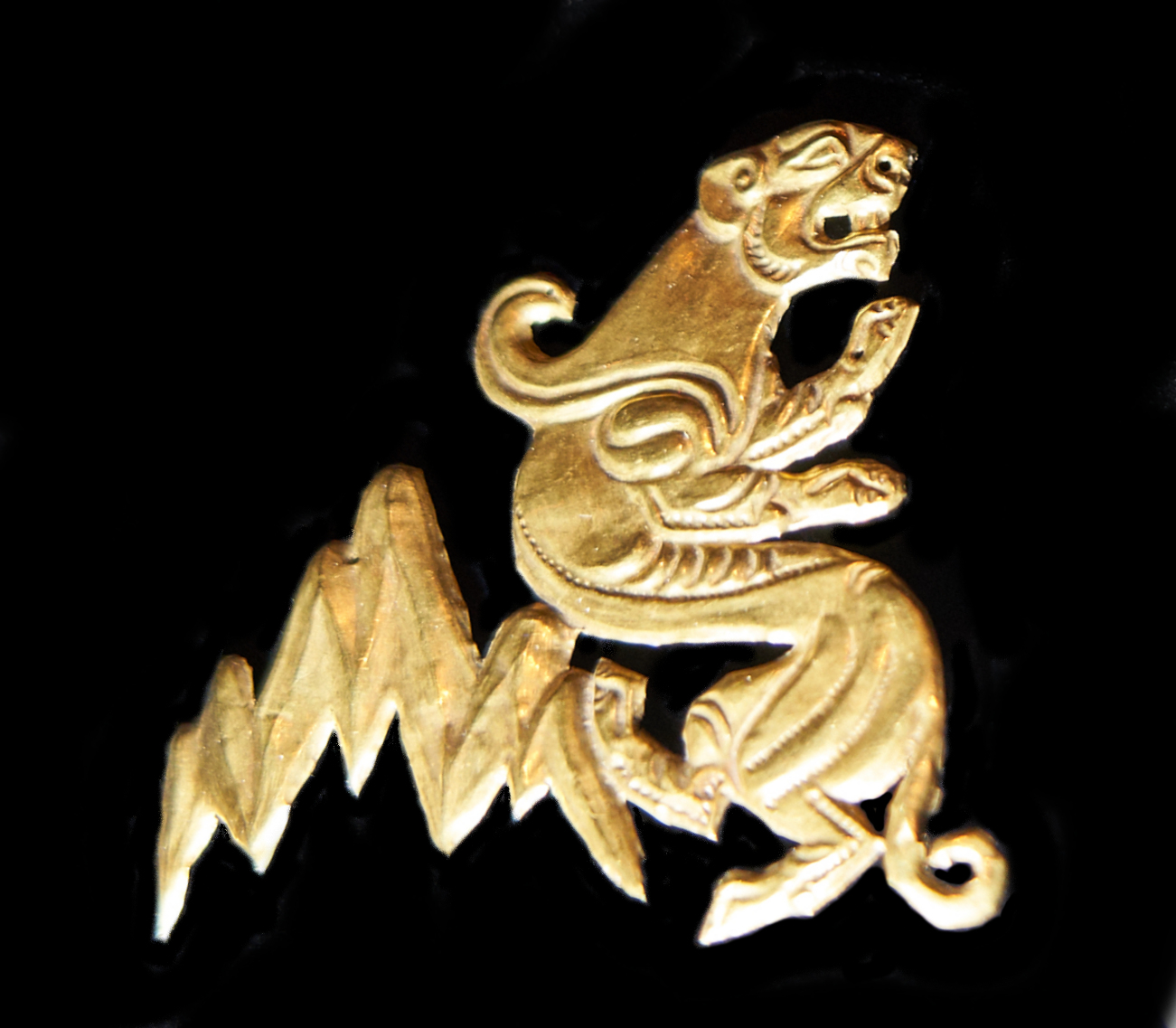
Leopárd és hegy motívum, Iszik kurgán, (i.e. 4-3. század)

## Kazak nemzeti szimbólum
Az isziki halomsírok, de különösen ez a leletegyüttes rendkívül értékes információkkal szolgált a területen egykor élt törzsek kultúrájáról, művészetéről, és vallásáról. Az öltözet stílusa, a temetkezés szertartásos jellege és tárgyai, maga az Aranyember – aki egy magasrangú törzsfőnök gyermeke és/vagy fiatal katonai vezető lehetett – egyértelmű bizonyítékai az i.e. 4–3. századi Zsetiszu régióban élt szakák fejlett civilizációjának.
Kazahsztán 1991-es függetlenné válása után az Aranyember a szabadság szimbólumává vált, egyben a kazak nemzeti kulturális örökség megtestesítője lett. A harcos fejdíszét ékesítő szárnyas lovak Kazahsztán címerére kerültek a nemzetet összefogó jelképként. A szárnyas leopárdon lovagló harcos szobra Kazahsztán több városát díszíti, köztük az Almati főterén álló Függetlenségi emlékművet.

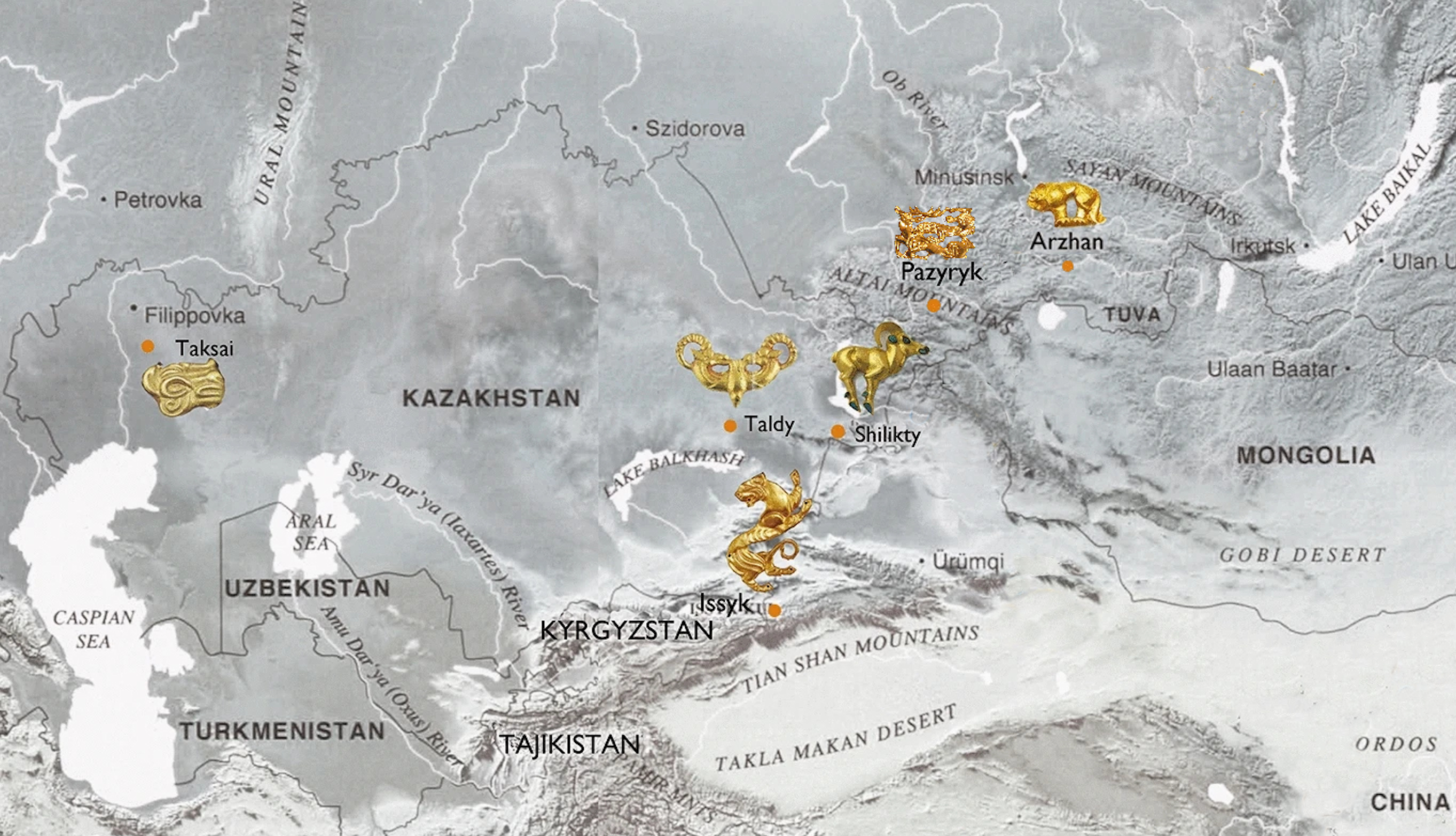
Szaka temetkezőhelyek

A későbbi kazahsztáni régészeti feltárások eredményeként összesen öt hasonló leletet találtak: a második Aranyembert az Araltobe temetkezési halomban találták meg, a harmadikat Baigetobe mellett, a Shilik kurgánban, a negyediket Asztana közelében, az ötödik aranyleletes sírt és maradványokat pedig Terekti mellett a Taksai kurgánban.

## Herceg vagy hercegnő?
Évtizedekkel azután, hogy felfedezték Kazahsztán leghíresebb régészeti leletét az Aranyembert, egyre erősebb lett az a hipotézis, hogy az isziki sírdombról származó királyi személy akár nő is lehetett. Hiszen a férfinemhez tartozásra nincs százszázalékos bizonyíték.
A kutatókat annyira megdöbbentette a gazdag ékszerlelet, hogy nagyrészt figyelmen kívül hagyták az emberi maradványokat. A kutatócsoportban egyetlen antropológus volt, aki közvetlenül felfedezése után természetesen megvizsgálta a csontokat és megállapította, hogy az eltemetett személy 17-18 éves volt, a csontváz hossza a koponyától a sarokcsontig 165 cm, az alsó állkapocs viszonylag nagy méretű, ami nem jellemző a női nemre – ezen elsődleges vizuális jegyek alapján fiatal férfiként azonosította a tetemet.
A csontokat egy kartondobozba helyezték és egy törvényszéki orvosszakértői intézetbe küldték, amely dobozról gyakorlatilag megfeledkeztek. Csaknem 50 év után került elő „Az Aranyember, nyugodjon békében” feliratú doboz. A maradványokon olyan genetikai elemzést, amely megerősítette vagy cáfolta volna a tetem nemét soha nem végeztek.
Bár a régészek elsődleges elképzelése egyértelműen az volt, hogy a sír egy férfié, a fejdísz formája a hagyományos esküvői szertartásokon viselt menyasszonyi kalapokra emlékeztette a kazah régészeket. A nemzedékről nemzedékre átadott hozomány részét képező kazah menyasszonyi kalapokat, szintén érmékből öntött arany- és ezüstlapkák díszítik. Továbbá a dél-uráli sztyeppén  feltárt harcosnők és papnők sírjaiban talált leletek nagyon hasonlítanak az Iszik kurgánban találtakhoz. Így nem lehet kizárni, hogy ez a személy valójában egy fiatal nő volt. A fülbevaló, valamint a sírban talált további tárgyak, köztük a tükör, karneol és fehér gyöngyök, kidolgozottabb ékszereknek tűnnek, mint amiket általában a férfi szaka harcosok viseltek.
A másik érv amellett, hogy a tetem nő lehetett az volt, hogy a kurgán mellékkamrájában találtak rá. Az ókorban magasrangú férfiakat nem temettek oldaltemetkezésbe, csak hercegnőket.
Mivel a csontok ismételt megtalálása után a teljes DNS-átírás elkészítése – a csontok rossz állapota miatt – már lehetetlen volt, a tudósok 2019-ben egy speciális időkapszulába zárták a maradványokat, hogy megakadályozzák a további bomlást, egyben remélve, hogy a technológiai fejlődés lehetővé teszi majd a jövő generációi számára, hogy több információt szerezzenek a rég meghalt harcosról.

## További megjelenései

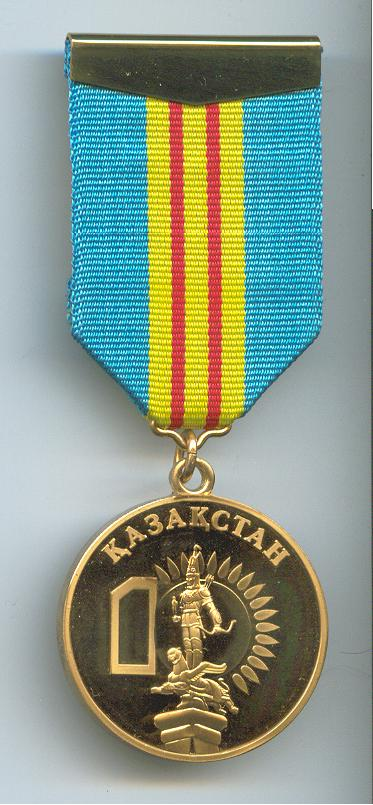
Kitüntetés "A Kazah Köztársaság függetlenségének 10. évfordulója"
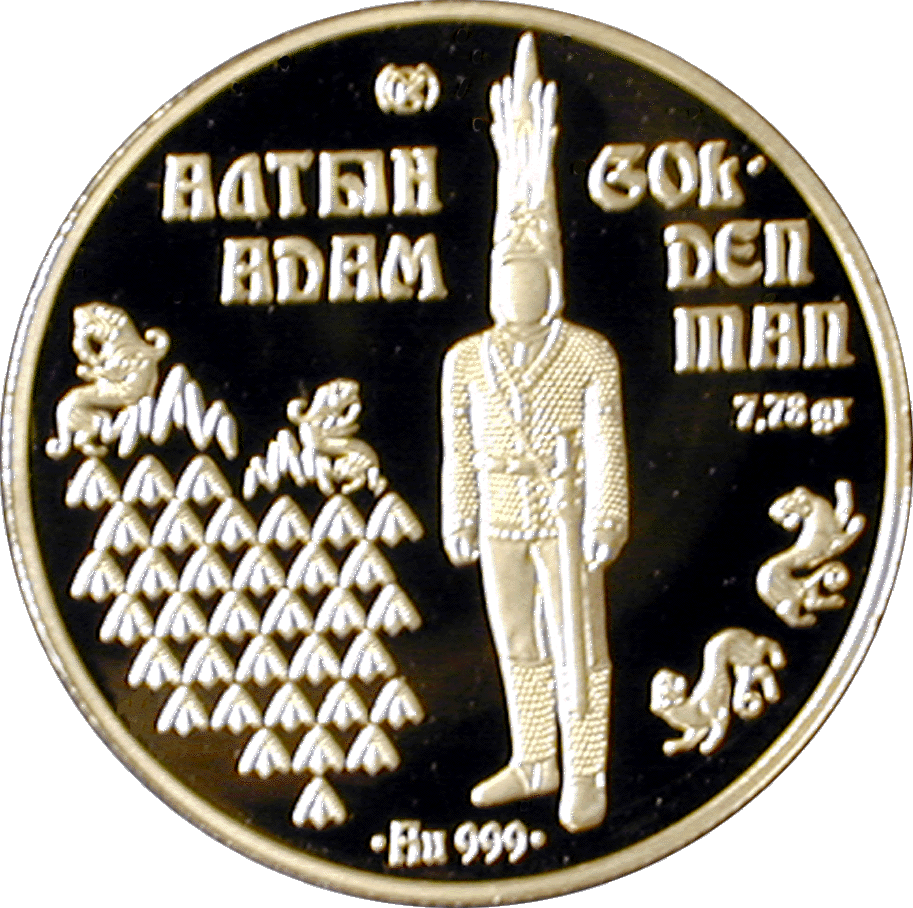
"Aranyember" emlékérme, 1000 tenge címlettel
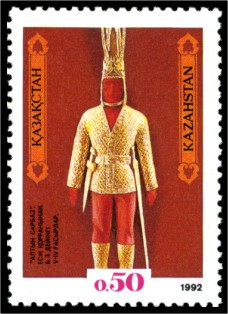
Postabélyeg

## Fordítás
Ez a szócikk részben vagy egészben  a(z)   Есік Алтын адамы  című kazak Wikipédia-szócikk fordításán alapul.  Az eredeti cikk szerkesztőit annak laptörténete sorolja fel. Ez a jelzés csupán a megfogalmazás eredetét és a szerzői jogokat jelzi, nem szolgál a cikkben szereplő információk forrásmegjelöléseként.
Ez a szócikk részben vagy egészben  az   Issyk Golden Cataphract Warrior című angol Wikipédia-szócikk fordításán alapul.  Az eredeti cikk szerkesztőit annak laptörténete sorolja fel. Ez a jelzés csupán a megfogalmazás eredetét és a szerzői jogokat jelzi, nem szolgál a cikkben szereplő információk forrásmegjelöléseként.
Ez a szócikk részben vagy egészben  a(z)    Иссыкский золотой человек című orosz Wikipédia-szócikk fordításán alapul.  Az eredeti cikk szerkesztőit annak laptörténete sorolja fel. Ez a jelzés csupán a megfogalmazás eredetét és a szerzői jogokat jelzi, nem szolgál a cikkben szereplő információk forrásmegjelöléseként.

## További irodalom
- Kazah enciklopédia / Főszerkesztő. B.O. Jacob. - Almati, 2011. - 880 oldal. ISBN 9965-893-73-Х
- Kazahsztán szent helyeinek földrajza: Természeti tárgyak, régészet, néprajz és vallási építészet tárgyainak nyilvántartása / Főszerkesztő: A Kazah Köztársaság Nemzeti Tudományos Akadémiájának akadémikusa Baitanaev B.A. – Almati: A.Kh. Margulan Régészeti Intézet, 2017 – 1. kiadás. – 904 p. ISBN 978-601-7312-78-7
- Altajtól a Kaszpi-tengerig. Kazahsztán természeti, történelmi és kulturális műemlékeinek atlasza, 3 kötet, Almati, 2011. 1 köt.–584 p., térképek, illusztrációk. ISBN 978-601-280-215-3 , ISBN 978-601-280-216-0
- Akishev A. K. "Aranyember öltözete és a kataphraktoszok problémája".
- Akishev K. A., Akishev A. K. "Az iszik fejdísz eredete és szemantikája". — ("Régészeti tanulmányok Kazahsztánban". Alma-Ata, 1979.)
- Kuzmina, Elena Kuzmina. The Origin of the Indo-Iranians. BRILL (2007. július 10.). ISBN 978-90-04-16054-5